# Sycoscapter stabilis
Sycoscapter stabilis is een vliesvleugelig insect uit de familie Pteromalidae. De wetenschappelijke naam is voor het eerst geldig gepubliceerd in 1871 door Walker.